# 踊り子 (村下孝蔵の曲)
「踊り子」（おどりこ）は、村下孝蔵の楽曲。1983年8月25日にCBSソニーよりシングルが発売された。

## 解説
村下のデビュー4年目、6枚目のシングルとして発売された。また、同年発売のアルバム『初恋〜浅き夢みし〜』の3曲目として収録された（アルバムでは、シングルバージョンよりエンディング部分が20秒余り長い）。
前作「初恋」に続き、およそ10万枚（オリコン）のシングルを売り上げるヒット曲となり、「初恋」に次いでライブ・コンサートでの演奏回数が多い曲である。晩年のテレビ番組出演では、この曲を歌った場合も多かった。
タイトルは、プロデューサーの須藤晃が駅でちょうどこの曲のデモテープを聴いている最中に、伊豆に向かう列車の「踊り子号」が滑り込んできたため、その名前を付けたという。
シングルバージョンとライブバージョンでは曲のイメージがまるで変わり、前者はキーボードを多用しているのに対し、後者は弾き語り色が強い。

## 収録曲
- 全曲、作詞・作曲:村下孝蔵／編曲:水谷竜緒／コーラスアレンジ:町支寛二

1. 踊り子
2. 冬物語

## カバーした歌手
踊り子
- 關正傑（中国語版）（1983年） - 香港の歌手。新たに広東語の歌詞をつけタイトルを「夕陽戀曲」としてアルバム『天籟』に収録
- 中森明菜（2003年） - カバーアルバム『歌姫3 〜終幕』収録
- sona（2006年） - アルバム『絵日記と紙芝居〜村下孝蔵トリビュートアルバム〜』および『songbird2～lovesongcollection～』に収録
- 大槻真也（2008年）
- イカロス（早見沙織）&五月田根美香子（高垣彩陽）（2010年） - アニメ 『そらのおとしものf』第8話エンディングとして（キャラクター名義） 『そらのおとしものf(フォルテ)“今年も”エンディング・テーマ・コレクション』に収録
- 美吉田月（2014年） - 『JスタンダードビューティフルカヴァーズVol.2』収録
- 辰巳ゆうと（2020年） - 『センチメンタル・ハート/男のしぐれ新装盤D』に収録
- 優月（2020年） - 「月白」収録
- 中澤卓也（2020年） - 公式YouTubeチャンネルにて公開

冬物語
- 林姍姍（中国語版）（1987年） - 香港の歌手・ラジオDJ。新たに広東語の歌詞をつけタイトルを「也許當時年紀少」としてアルバム「癡心」に収録

## 参考資料
- 『七夕夜想曲〜村下孝蔵最高選曲集 其の壱』（ライナーノーツ）村下孝蔵、Sony Music Direct、2009年8月。MHCL 20039。 – 初盤は2005年6月